# برادلي أدكينز
برادلي أدكينز (بالإنجليزية: Bradley Adkins)‏ هو منافس ألعاب قوى أمريكي، ولد في 30 ديسمبر 1993 في لوبوك في الولايات المتحدة.

## وصلات خارجية
- برادلي أدكينز على موقع الاتحاد الدولي لألعاب القوى (الإنجليزية)
- برادلي أدكينز على موقع TFRRS.org (الإنجليزية)
- برادلي أدكينز على موقع أوليمبيديا (الإنجليزية)